# Тобі Джонс
Тобі Едвард Гезлвуд Джонс (англ. Toby Edward Heslewood Jones; нар. 7 вересня 1966) — англійський актор. Тривалий час грав незначні ролі, поки не здійснив прорив, виконавши роль Трумена Капоте у біографічній стрічці Дурна слава (2006). З того часу він знявся у фільмах Імла (2007), Дабл ю (2008), Фрост проти Ніксона (2008), Перший месник (2011), Шпигун, вийди геть (2011), Голодні ігри (2012) та в інших. Він озвучив ельфа-домовика Добі в серії фільмів про Гаррі Поттера, а також виконав роль Володаря снів у серіалі Доктор Хто. Він був номінований на Золотий глобус за роль Альфреда Хічкока у фільмі Дівчина (2012).

## Біографія
Джонс народився у Хаммерсміті, Лондон, у 1966 у сім'ї акторів Фредді Джонса та Дженіфер Гезлвуд. Разом із батьком він знявся у фільмі Дами у бузковому. Джонс має двох братів; Один із них, Руперт, — режисер, а другий — Каспер — також актор. Він закінчив школу Abingdon School в Оксфордширі на початку 1980-х. Акторської майстерності він навчався у Манчестерському університеті з 1986 до 1989.

## Кар'єра

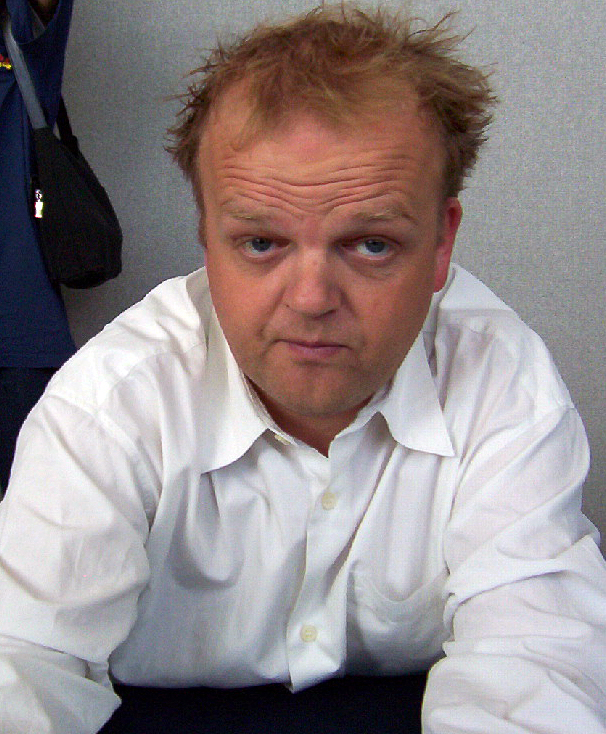
Тобі Джонс у 2003 році

Джонс зіграв у більш ніж 60 фільмах після свого дебюту у фільмі 1992 року Орландо. Він озвучив Доббі у фільмах про Гаррі Поттера та виконав роль заголовного персонажа у радіоп'єсі BBC Radio 4 Обломов. Також він знявся у кліпі групи Gomez на пісню «Whippin' Picadilly». У 2001 році він зіграв у п'єсі Кеннета Брана П'єса, яку я написав у театрі Вест-Енду. За свою гру він отримав нагороду Olivier Award як найкращий актор другого плану. Коли п'єса була поставлена на Бродвеї, його було номіновано на премію Тоні. Брана і Джонс разом зіграли у фільмі Гаррі Поттер і таємна кімната, у якому Брана зіграв Ґільдероя Локарта.
Він зіграв Роберта Сесіла у серіалі каналів HBO і Channel 4 Єлизавета I. У 2006 році Джонс зіграв Трумена Капоте у біографічній стрічці Дурна слава. Він також зіграв у екранізації роману Стівена Кінга Туман у 2007.
У 2009 році він повернувся до театральної роботи, і взяв участь у виставі «Кожен хороший хлопець заслуговує на послугу» у королівському театрі, Parlour Song у театрі Almeida Theatre та The First Domino.
Джонс з'явився в епізоді 5 сезону серіалу Доктор Хто у ролі Володаря снів. У 2011 він виконав роль Арніма Зола у фільмі Перший месник та роль британського шпигуна Персі Аллелайна у фільмі Шпигун, вийди геть. У 2012 він отримав головну роль в серіалі ITV «Титанік», а також зіграв одного із семи гномів у фільмі Білосніжка та мисливець.
Також він зіграв доктора Пола Шеклтона у фільмі «Червоні вогні» і Макса у фільмі «Вірджинія». Він також зіграв кінорежисера Альфреда Гічкока в телевізійному фільмі HBO «Дівчина», роль, яка принесла йому першу номінацію на премію «Золотий глобус», а також першу номінацію на прайм-тайм премію «Еммі».
Він зіграв Ніла Болдвіна у драмі BBC «Дивовижний» у 2014 році. Сем Волластон у The Guardian похвалив «чудову, дуже людяну гру» Джонса, яка принесла йому другу номінацію на Британську академію телевізійних нагород. З 2014 року він з'явився в телесеріалі BBC Four «Шукачі скарбів», за який отримав номінацію на Британську академію телевізійних нагород за найкращу чоловічу комедійну роль у 2016 році, а потім виграв нагороду у 2018 році.
У 2015 році Джонс зіграв роль банкіра Роджера Яунта в трисерійному серіалі BBC «Капітал», заснованому на однойменному романі Джона Ланчестера. Обговорюючи роботу з Джонсом над «Капіталом», сценарист Пітер Боукер сказав:
|  | Я вважаю Тобі генієм і думав про це задовго до того, як працював з ним. Він завжди хоче знати потреби персонажа і те, що криється за цими потребами. Потім він бере весь цей матеріал і якимось чином вбудовує його в персонажа та фізично втілює його, так що ви ніколи не думаєте, що він грає персонажа. Захоплююче спостерігати за ним зблизька. Він несе емоційні складнощі в кожному найменшому жесті, який робить його персонаж, так що ви відразу можете побачити, яким є його персонаж. Такий персонаж, як Роджер, сповнений суперечностей, міський банкір з відчуттям власної гідності, але й з невеликою невпевненістю, яка його підточує. Тобі може зобразити це лише своєю ходою. Це те, що в ньому чудово, він може зобразити холод, він може зобразити тепло, і він може зобразити обидві ці речі одночасно. |

Він зіграв капітана Майнверінга у фільмі «Армія татусів», випущеному в лютому 2016 року. У липні того ж року він зіграв агента Верлока у трисерійній телевізійній адаптації BBC «Таємний агент» за романом Джозефа Конрада 1907 року.
У 2017 році він зіграв Калвертона Сміта в епізоді «Брехливий детектив» детективного серіалу BBC «Шерлок». У 2018 році він зіграв аукціоніста динозаврів містера Еверсола у фільмі «Світ Юрського періоду 2», п'ятому фільмі серії «Парк Юрського періоду». Того ж року Джонс озвучив Сову в ігровому фільмі Disney «Крістофер Робін».
У 2018 році він отримав почесний докторський ступінь від Оксфордського університету Брукс.
У 2024 році Джонс зіграв роль Алана Бейтса в драмі ITV «Містер Бейтс проти поштового відділення», а також роль редактора газети Алана Расбріджера в телевізійному драматичному серіалі ITV про скандал із прослуховуванням телефонів News International, «Злам».

## Особисте життя
Він і його дружина Карен були разом 26 років, перш ніж одружилися у 2015 році. У них є дві дочки.
Джонс був призначений Офіцером Ордену Британської імперії (OBE) у новорічних нагородах 2021 року за заслуги в драматургії.

## Фільмографія
| Рік  | Назва                                         | Роль                            | Примітки |
| ---- | --------------------------------------------- | ------------------------------- | --- |
| 1992 | Орландо                                       | камердинер                      | |
| 1993 | Оголені                                       | Чоловік у барі                  | |
| 1993 | Кинути дитину                                 | Сиділка                         | |
| 1994 | Кадфаель                                      | Ґріффін                         | |
| 1998 | Бетта                                         | Чоловік у кафе                  | |
| 1998 | Знедолені                                     | Швейцар                         | |
| 1998 | Історія вічного кохання, або Попелюшка        | Паж                             | |
| 1999 | Саймон Магнус                                 | Бухгольц                        | |
| 1999 | Жанна д'Арк                                   | Англійський суддя               | |
| 2000 | Готель Сплендід                               | Кухарчук                        | |
| 2000 | Дев'ять життів Томаса Катца                   | Прислужник                      | |
| 2002 | Гаррі Поттер і таємна кімната                 | Добі                            | озвучення |
| 2002 | 15 поверхів                                   | одержимий чоловік               | сезон 1, епізод 4 |
| 2004 | Дами у бузковому                              | Гедлі                           | |
| 2004 | Чарівна країна                                | Смі                             | |
| 2005 | Місіс Гендерсон представляє                   | Ґордон                          | |
| 2006 | Шлях повії                                    | Вільям Хогарт                   | |
| 2006 | Єлизавета I                                   | Роберт Сесіл, 1-й граф Солсбері | |
| 2006 | Дурна слава                                   | Трумен Капоте                   | Премія Лондонського гуртка кінокритиків як «Найкращий британський актор року»                                                                            |
| 2006 | Розмальована вуаль                            | Воддінґтон                      | Номінація — Премія Лондонського гуртка кінокритиків як «Найкращий британський актор другого плану»                                                       |
| 2007 | Дивовижна легкість                            | Герцог Кларенс                  | |
| 2007 | Нічна варта                                   | Герард Ду                       | |
| 2007 | Імла                                          | Оллі Вікс                       | |
| 2007 | Однокашниці                                   | скарбник                        | |
| 2007 | Крамниця старожитностей                       | Деніел Квілп                    | |
| 2008 | Місто Ембер                                   | Бардон Сноуд                    | |
| 2008 | Дабл Ю                                        | Карл Роув                       | |
| 2008 | Фрост проти Ніксона                           | Ірвін Пол Лазар                 | |
| 2009 | Творіння                                      | Томас Генрі Гакслі              | |
| 2009 | Секс, наркотики і рок-н-рол                   | Харґрівс                        | |
| 2009 | Однокашниці 2                                 | скарбник                        | |
| 2010 | Мо                                            | Марк Ґласер                     | |
| 2010 | Доктор Хто                                    | Володар снів                    | сезон 5, епізод 7: «Вибір Емі» |
| 2010 | Пуаро Агати Крісті                            | Семюель Речет                   | сезон 12, епізод 4: «Вбивство у „Східному експресі“» |
| 2010 | Гаррі Поттер і Смертельні реліквії: Частина 1 | Добі                            | озвучення |
| 2010 | Вірджинія                                     | Макс                            | |
| 2011 | Обряд                                         | Отець Метью                     | |
| 2011 | Хоробрі перцем                                | Джулі                           | |
| 2011 | Перший месник                                 | Арнім Зола                      | |
| 2011 | Шпигун, вийди геть                            | Персі Аллелайн                  | |
| 2011 | Крістофер і йому подібні                      | Джеральд Гамільтон              | |
| 2011 | 7 днів і ночей з Мерилін                      | Артур Джейкобс                  | |
| 2011 | Пригоди Тінтіна: Таємниця «Єдинорога»         | Арістід Філосель                | Захоплення руху |
| 2012 | Голодні ігри                                  | Клаудіус Темплсміт              | |
| 2012 | Титанік                                       | Джон Бетлі                      | Міні-серіал |
| 2012 | Дівчина                                       | Альфред Хічкок                  | Номінація — Золотий Глобус як «Найкращий актор у телефільмах та міні-серіалах».                                                                          |
| 2012 | Червоні вогні                                 | Пол Шаклтон                     | |
| 2012 | Білосніжка та мисливець                       | Колл                            | |
| 2012 | Студія Берберяна                              | Гільдерой                       | Премія британського незалежного кіно як «Найкращий актор незалежного кіно» Премія Лондонського гуртка кінокритиків як «Найкращий британський актор року» |
| 2013 | Голодні ігри: У вогні                         | Клаудіус Темплсміт              | |
| 2013 | Піти, щоб залишитись                          | містер Найджел                  | |
| 2014 | Перший месник: Друга війна                    | Арнім Зола                      | |
| 2015 | Казка казок                                   | Король Хайгіллса                | |
| 2016 | Морган                                        | Саймон Циглер                   | |
| 2016 | Антропоїд                                     | Ян Зеленка-Хайски               | |
| 2017 | Шерлок                                        | Келвертон Сміт                  | Епізод "Брехливий детектив" |
| 2017 | Кінець шляху                                  | Мейсон                          | |
| 2017 | Хепі-енд                                      | Лоуренс Бредшоу                 | |
| 2017 | Сніговик                                      | слідчий Свенсон                 | |
| 2017 | Зоопарк                                       | охоронець Чарлі                 | |
| 2018 | Світ Юрського періоду 2                       | Гуннар Еверсол                  | |
| 2018 | Крістофер Робін                               | Сова                            | озвучення |
| 2018 | З нісенітниці                                 | Професор Ян Страммі             | |
| 2019 | Перша корова                                  | Шеф Фактор                      | |
| 2020 | Останнє, чого він хотів                       | Пауль Шустер                    | |
| 2020 | Архів                                         | Вінсент Сінклер                 | |
| 2021 | Безкінечний                                   | Браян Портер                    | |
| 2021 | Котячі світи Луїса Вейна                      | Сер Вільям Інграм               | |
| 2021 | Хлопчик на ім’я Різдво                        | отець Топо                      | |
| 2022 | Моральна людина                               | Філіп                           | Короткометражний фільм |
| 2022 | Диво                                          | Доктор МакБріарті               | |
| 2022 | Імперія світла                                | Норман                          | |
| 2022 | Блідо-блакитне око                            | доктор Даніель Маркіз           | |
| 2023 | Тетріс                                        | Роберт Стайн                    | |
| 2023 | Індіана Джонс 5                               | Безіл                           | |
| 2023 | Кентервільський привид                        | преподобний                     | озвучення |
| 2024 | Підбурювачі                                   | Алан Флінн                      | |
| 2025 | Актор                                         |                                 | [ 29 ] [ 30 ] |
| 2025 | Містер Бертон                                 | Філіп Бертон                    | |